# ميخائيل هارفي
ميخائيل هارفي (بالإنجليزية: Michael Harvey)‏ هو طابع حروف ‏ أمريكي، ولد في 11 نوفمبر 1931، وتوفي في 18 أكتوبر 2013.